# Indrawati (Sunkoshi)
Der Indrawati ist ein rechter Nebenfluss des Sunkoshi im nepalesischen Distrikt Sindhupalchok.
Der Indrawati entspringt am Südhang einer Bergkette, die südlich das Flusstal des Langtang Khola abschließt. Das Quellgebiet des Flusses befindet sich innerhalb des Langtang-Nationalparks. Der Indrawati wird von zahlreichen Gletschern gespeist. Er strömt in überwiegend südlicher Richtung durch den Distrikt Sindhupalchok. Bei der Ortschaft Melamchi trifft der Melamchi Khola von rechts auf den Fluss. Bei Bansbari wendet sich der Indrawati nach Südsüdosten. Er passiert Bhimtar und behält seine Fließrichtung über eine Länge von 20 km bis zu seiner Mündung bei. Dabei bildet er die Distriktgrenze zum südlich gelegenen Kabhrepalanchok. Bei Dolalghat mündet der Indrawati schließlich in den von Nordosten heranströmenden Sunkoshi, der sich anschließend in Richtung Südsüdost wendet. Der Indrawati hat eine Länge von ca. 70 km.